# 东沙峨螺
东沙峨螺（学名：Phaenomenella insulapratasensis）是新腹足目峨螺科的一种。舊屬Aulacofusus屬，今屬Phaenomenella屬。

## 分佈
主要分布于台湾，常栖息在深海。